# جان رالج
جان رالج (به انگلیسی: John Rutledge) (۱۷ سپتامبر ۱۷۳۹ - ۲۳ ژوئیه ۱۸۰۰) قاضی دستیار دیوان عالی ایالات متحده آمریکا همچنین قاضی ارشد ایالات متحده آمریکا و نخستین فرماندار کارولینای جنوبی پس از اعلامیه استقلال ایالات متحده آمریکا بود.